# Hugo Goldschmidt
Hugo Goldschmidt (Breslavia, 19 settembre 1859 – Wiesbaden, 26 dicembre 1920) è stato uno scrittore e musicologo tedesco, oltre ad uno storico della musica.

## Biografia
Ha studiato giurisprudenza al Conservatorio  e nel 1884 si è laureato. Tre anni dopo ha incominciato un corso di musica sotto la guida di Stockhausen a Francoforte sul Meno. Ben presto si gettò a capofitto negli studi storico-musicali, come allievo di Bohn.
Ha condiretto il Conservatorio di Berlino dal 1893 al 1905.
Nell'ultimo periodo di vita si trasferì dapprima a Nizza, poi a Ginevra ed infine a Wiesbaden.
Tra i suoi scritti, annoveriamo : Studien zur Geschichte der italienischen Oper in 17 Jarhhundert (1901), Cavalli als dramatiker Komponist, in Monatsh (1893).
Ha curato nuove edizioni di lavori mozartiani, di Schubert e Haydn; Sue sono state anche le traduzioni dei libretti di alcune opere di Giuseppe Verdi, come Macbeth e Luisa Miller.

## Opere
- Die italienische Gesangsmethode des 17. Jahrhunderts, Breslavia, 1892;
- Cavalli als dramatischer Komponist, in Monatshefte für Musikgeschichte, 1893;
- Studien zur Geschichte der italienischen Oper im 17. Jahrhundert, Lipsia 1901-1904;
- Gesthichte der Musikästhetih im 18. Jahrhundert, Zurigo e Lipsia 1915;
- Das Cembalo im Orchester der italienischen Oper der 2 Hälfte des 18. Jahrhundert, in Liliencron-Festschrift, Lipsia 1910.